# Drunk Driving
Drunk Driving ist ein US-amerikanischer Kurzfilm aus dem Jahr 1939. Er wurde von Jack Chertok unter der Regie von David Miller in der Filmreihe Crime Does Not Pay in Schwarzweiß produziert. Die US-Premiere fand am 28. Oktober 1939 statt.

## Handlung
Der Film thematisiert das Thema Alkohol und Verkehr anhand einer nach wahren Begebenheiten nacherzählten Geschichte. John Jones trinkt regelmäßig. Eines Tages feiert er mit Kollegen eine Beförderung. Als er sich betrunken ans Steuer setzt, verursacht er auf dem Nachhauseweg einen Unfall.

## Hintergrund
Der Film wurde in der Reihe Crime Does Not Pay als Folge 25 produziert. Die Serie stellte verschiedene Verbrechen oder Vergehen, ihre Aufklärung und die anschließende Bestrafung der Täter dar. Metro-Goldwyn-Mayer produzierte zwischen 1935 und 1947 etwa 50 Folgen. Die Produktion der Serie war eine Folge der massiven Kritik verschiedener Gruppen an der Gewalt und Kriminalität verherrlichenden Hollywoodfilme der 1920er und 1930er Jahre.

## Auszeichnungen
Drunk Driving wurde 1940 für einen Oscar in der Kategorie Bester Kurzfilm (2 Filmrollen) nominiert.